# Acacia stipulosa
Acacia stipulosa är en ärtväxtart som beskrevs av Ferdinand von Mueller. Acacia stipulosa ingår i släktet akacior, och familjen ärtväxter. Inga underarter finns listade i Catalogue of Life.